# Gustav Adolf Hugo Dahlstedt
Gustav Adolf Hugo Dahlstedt (1856 - 1934) là một nhà thực vật học làm việc tại Bergianska Trädgården và Naturhistoriska Riksmuseet ở Stockholm. Năm 1907 ông nhận học vị tiến sĩ danh dự.
Dahlstedt chuyên về các loài bồ công anh (Taraxacum) và các loài cúc Hieracium. Chi Dahlstedtia thuộc phân họ Đậu được đặt tên để vinh danh ông.